# Aransas Pass
Aransas Pass és una població dels Estats Units a l'estat de Texas. Segons el cens del 2000 tenia 8.138 habitants.

## Demografia
Segons el cens del 2000, Aransas Pass tenia 8.138 habitants, 2.961 habitatges, i 2.140 famílies. La densitat de població era de 292,6 habitants/km².
Dels 2.961 habitatges en un 34,4% hi vivien nens de menys de 18 anys, en un 54,1% hi vivien parelles casades, en un 13,4% dones solteres, i en un 27,7% no eren unitats familiars. En el 23,1% dels habitatges hi vivien persones soles el 10% de les quals corresponia a persones de 65 anys o més que vivien soles. El nombre mitjà de persones vivint en cada habitatge era de 2,7 i el nombre mitjà de persones que vivien en cada família era de 3,17.
Per edats la població es repartia de la següent manera: un 28,4% tenia menys de 18 anys, un 9,4% entre 18 i 24, un 25,4% entre 25 i 44, un 22,3% de 45 a 60 i un 14,5% 65 anys o més.
L'edat mediana era de 36 anys. Per cada 100 dones de 18 o més anys hi havia 95 homes.
La renda mediana per habitatge era de 27.376 $ i la renda mediana per família de 33.227 $. Els homes tenien una renda mediana de 29.383 $ mentre que les dones 17.969 $. La renda per capita de la població era de 12.964 $. Aproximadament el 18,3% de les famílies i el 19,6% de la població estaven per davall del llindar de pobresa.

## Poblacions més properes
El següent diagrama mostra les poblacions més properes.